# سارا هیدن
سارا هیدن (انگلیسی: Sara Haden; ۱۷ نوامبر ۱۸۹۹ – ۱۵ سپتامبر ۱۹۸۱) یک هنرپیشه اهل ایالات متحده آمریکا بود. وی بین سال‌های ۱۹۲۱ تا ۱۹۶۵ میلادی فعالیت می‌کرد.